# Cabonnichthys
Cabonnichthys — вимерлий рід тристіхоптерових риб, що жив у пізньому девоні (фамені) в Австралії. Вона була знайдена в Canowindra і є середнього розміру хижою лопатеперою рибою.